# Molophilus expansus
Molophilus expansus là một loài ruồi trong họ Limoniidae. Chúng phân bố ở miền Australasia.